# The Flashcubes
The Flashcubes é uma banda estadunidense de power pop nativa da cidade de Syracuse, Nova Iorque. Segundo a biografia no site yrbook, eles se formaram em 1977 e seus integrantes são Paul Armstrong (vocais / guitarra), Arty Lenin (guitarra), Gary Frenay (baixo) e Tommy Allen (bateria).

## História

### 1977-1980: início, singles "Christi Girl" e "Wait Til Next Week" (Northside Records), fim
A página yrbook comenta que "os Flashcubes podem ser a última grande banda de power pop perdida da década de 1970. Formada na cidade de Syracuse (no estado de Nova Iorque), os Flashcubes combinavam seu amor à Invasão Britânica dos Beatles, The Kinks, The Hollies e The Who com os sons da alta energia dos punks fazendo um barulho em volta. Se atiravam com alta reverência a grupos clássicos do power pop como Raspberries e Big Star". A mesma página cita que o grupo era formado pelos guitarristas Paul Armstrong e Arty Lenin, Gary Frenay no baixo elétrico e Tommy Allen na bateria. Entre 1977 e 1980, a banda lançou dois singles apenas: "Christi Girl" (em 1978, segundo o Discogs) e "Wait Til Next Week" (em 1979). Todos pela Northside Records (seu próprio selo musical, segundo o site yrbook). O Dr. Bristol’s Prescription comenta em sua página que chegaram a abrir shows para os Ramones. Um pouco antes do término desta fase inicial, Paul Armstrong fora substituído por Mick Walker. Em 1980 a banda encerrou atividade.

### 1993-atualidade: retorno, Air Mail Recordings
No ano de 1993, Paul, Arty, Gary e Tommy se reúnem para gravar novas músicas. Uma destas faixas, "It's You Tonight", aparece no primeiro volume da compilação de power pop Yellow Pills, lançada pela Big Deal Records. A Rhino também desenterrou "Christi Girl" para a inclusão em Come Out And Play, uma compilação sua de bandas no estilo. The Flashcubes também gravaram para The Beat or Not The Beat, um disco tributo ao Paul Collins, publicado na Austrália em 1994, e para um disco tributo aos Raspberries, Preserved (em 1996). Em 1997 lançam a coletânea Bright Lights no mercado norte-americano e com o material mais antigo remixado.
Em 2001 a coletânea Bright Lights é lançada também no Japão pela Air Mail Recordings. Um ano depois (2002) o grupo comemora o seu 25º aniversário com uma turnê no Japão, que lhe rende o álbum ao vivo Raw Power Pop - The Flashcubes Live In Japan (lançado pela Air Mail Recordings). Sobre este álbum, o crítico do Allmusic, Tim Sendra, afirma que fora gravado em Tóquio e que apresenta versões ao vivo de "Shake Some Action" (dos Flamin' Groovies), "I Wanna Be Sedated" (dos Ramones) e "Heart of The City" (de Nick Lowe). Em dezembro de 2002 é lançado o álbum Brilliant pela mesma gravadora. O crítico Tim Sendra comenta sobre a cover da música "Do Anything You Wanna Do", da banda Eddie and the Hot Rods, no Allmusic, afirmando que "quando a cover é a melhor música do álbum, você pode estar em apuros". No ano de 2009 sai a coletânea Cellarful of Boys -The Basement Tapes 1977-80. Na página syracuse.com, Gary Frenay comenta como a banda ficou conhecida no Japão: "a partir de 1993, quando gravamos várias faixas novas para acompanhar uma antologia em CD das nossas músicas do final da década de 70 (Bright Lights), começamos a encontrar novas oportunidades e novos fãs que nos incentivaram a continuar a fazer as nossas coisas. Nosso CD indie, finalmente lançado em 1997, levou a um artigo na revista Goldmine e nossa inclusão em vários discos que foram distribuídos internacionalmente. Aqueles, por sua vez, levaram-nos a ser convidados para se apresentar no festival de indie pop de Los Angeles (International Pop Overthrow), em 1998 e 2000; onde encontramos vários fãs japoneses que tinham ouvido falar de nós, compraram nossa coletânea recém lançada e voltaram com o relato do nosso show ao Japão".
Em 12 de abril de 2012, o The Flashcubes lança o álbum Sportin' Wood - The Flashcubes Play The Songs of Roy Wood, segundo o Discogs. O texto de Mark Bialczak no syracuse.com afirma que "a banda lançou recentemente seu sexto álbum, um tributo a Roy Wood, o inglês, cantor e compositor, que na década de 1960 e 1970 foi um dos fundadores do Electric Light Orchestra e Wizzard". O Discogs ainda apresenta o lançamento de uma coletânea na Itália, contendo dois LPs e intitulada Anthology.

## Discografia

### Singles
- 7" single, A: "Christi Girl" / B: "Guernica" - "Got No Mind" (1978) - Northside Records
- 7" single, A: "Wait Till Next Week" / B: "Radio" (1979) - Northside Records

### Álbuns
- Brilliant (2002) - Air Mail Recordings
- Sportin' Wood - The Flashcubes Play The Songs of Roy Wood (2012) - Air Mail Recordings e Northside Records

### Coletâneas
- Bright Lights (1997) - Northside Records / (2001) - Air Mail Recordings
- Cellarful of Boys - The Basement Tapes 1977-80 (2009) - Air Mail Recordings
- Anthology - Backstreet Records

### Ao vivo
- Raw Power Pop - The Flashcubes Live In Japan (2002) - Air Mail Recordings

### Músicas em tributos
- Tributo ao Paul Collins' Beat, The Beat or Not The Beat (1994) - Wagon Wheel Records (música "All Over The World")
- Tributo ao Raspberries, Preserved (1996) - Ginger Records (música "Don't Want To Say Goodbye")

### Músicas em coletâneas de power pop
- Yellow Pills - The Best of American Pop! Volume 1 (1993) - Big Deal Records (música "It's You Tonight")
- DIY: Come Out And Play - American Power Pop I (1975-78) (1993) - Rhino Records (música "Christi Girl")